# Totton (stacja kolejowa)
Totton (ang. Totton railway station) – stacja kolejowa na przedmieściach Southampton w hrabstwie Hampshire na linii kolejowej South Western Main Line. Na stacji zatrzymują się tylko pociągi South Western Railway. Stacja obsługuje ok. 176 992 pasażerów rocznie (dane za rok 2021/2022). 

## Historia
Stacja została zbudowana przez London and South Western Railway i otwarta w 1859 jako Eling Junction. Nazwa stacji została zmieniona w tym samym roku, kiedy osada Totton powstała w pobliżu dworca. 

## Linie kolejowe
- Linia South Western Main Line